# Silla del rey
La escultura urbana conocida como Silla del rey, ubicada en la calle Silla del Rey, en la ciudad de Oviedo, Principado de Asturias, España, es una de las más de un centenar que adornan las calles de la mencionada ciudad española.
El paisaje urbano de esta ciudad se ve adornado por obras escultóricas, generalmente monumentos conmemorativos dedicados a personajes de especial relevancia en un primer momento, y más puramente artísticas desde finales del siglo XX.
La Silla del rey es un banco o canapé de piedra esculpido en 1776 por Manuel Reguera González. La Silla del Rey, que inicialmente estaba en el lugar de donde partía la carretera a Galicia (hoy calle de Fuertes Acevedo) y que luego se trasladó a la avenida de Italia, en el Campo de San Francisco, donde permaneció hasta la década de 1990, cuando el ayuntamiento decidió devolverlo a su localización original, en la esquina de la calle Fuertes Acevedo con la calle que bautizó la escultura, Silla del Rey. Es la obra monumental de esta tipología más antigua que se conserva en la ciudad. La construcción representa un banco de piedra que originalmente se encontraba en el paseo de Chamberí levantado precisamente para adornar ese lugar.
Está decorado con la Cruz de los Ángeles y en su respaldo se puede ver una inscripción que indica:

Reinando la magestad-del señor Carlos III-y siendo su Regente-en este Principado- D. Miguel- de Barreda y Yebra-se feneció este paseo-Año de 1776